# Banque Tarneaud
 (décembre 2018).
Si vous disposez d'ouvrages ou d'articles de référence ou si vous connaissez des sites web de qualité traitant du thème abordé ici, merci de compléter l'article en donnant les références utiles à sa vérifiabilité et en les liant à la section « Notes et références ».
La Banque Tarneaud était une banque française, fondée en 1809 par Jean-Baptiste Tarneaud (1783-1867) et dont le siège social était à Limoges.
Elle était une des neuf banques du groupe Crédit du Nord.
Aujourd'hui la Banque Tarneaud sous le nom SG TARNEAUD est une des marques régionales de SG, banque issue du rapprochement le 1er janvier 2023 des réseaux Société Générale et Groupe Crédit du Nord.

## Histoire
En 1951, la Banque Tarneaud ouvre son capital à la Banque de l’Union parisienne, qui fusionnera avec le Crédit du Nord en 1974, qui devient majoritaire en 1966.
Le 15 mai 2000, l'apport par le Crédit du Nord de ses activités bancaires en Loire-Poitou-Charentes fait de la Banque Tarneaud la principale banque privée du Centre-Ouest-Atlantique. Son périmètre s'élargit à 13 départements et Paris, et le nombre d’agences passe à 45.
Le 1er janvier 2023, la Société générale fusionne avec le Crédit du Nord.